# Emolumente
Ein Emolument, Mehrzahl Emolumente, von lateinisch emolere „herausmahlen“, ist ein heute nicht mehr gebräuchlicher Begriff aus dem Rechts- und Wirtschaftsleben für eine an sich regelmäßig ausbezahlte, in ihrer Höhe jedoch schwankende Einnahme. Das Entgelt, das Untertanen für gerichtliche Handlungen oder sonstige Amtshandlungen zu entrichten hatten, wurde auch als Sporteln bezeichnet. Der gleichgeschriebene englischsprachige Begriff emolument, der auch heute noch gebräuchlich ist, wird häufig als „Honorar“ oder „Vergütung“ übersetzt.
Karl Burkart führt Emolumente wie folgt auf: „Zu den Einkommen von Besoldungen […] sind nicht blos alle aus Hof-, Staats- und öffentlichen Kassen fließende Geld- und Naturalbezüge, regelmäßige und zufällige, jedoch wiederkehrende Emolumente und Accidentien aller Art, sondern auch alle Bezüge aus dritter Hand, wie Leistungen von Eingepfarrten an Geistliche, Privathonorare, öffentliche Lehrer zu rechnen, wobei Diäten, Reisekosten und vorübergehende Gratifikationen, dann bloße Entschädigungen für dienstlichen Aufwand, und unmittelbar mit den Dienstleistungen zusammenhängende Annehmlichkeiten außer Ansatz bleiben dürfen.“
Belege finden sich vielfach in historischen Quellen, wie z. B. den Zwettler Ratsprotokollen: „Da die ärztl. Praxis frey ist, so kann deßen Ausübung nicht verweigert werden, jedoch ist der Magistrat bei den seither erlittenen Drangsalen der Stadt Zwettl ausser Stande, ein oder anderes Emolument zuzusichern“ (Ratsprotokoll vom 9. April 1806).
Der Begriff „Emolumente“ findet sich auch im Militärwesen. So erhielten Offiziere nach den k.k. Armee-Gebühren-Reglements 1858 und 1863 sowie nach der „Vorschrift über die Gebühren des k.k. Heeres“ (Verordnungsblatt für das k.k. Heer, 12. Stück / 1871, Circ.Vdg. Präs. Nr. 589 vom 11. März 1871) sogenannte „Festungs-Emolumente“.
Typische Emolumente waren beispielsweise auch die früher, teilweise in Naturalien zu bezahlenden Einkommen der Lehrer sowie die Kohlen- und Schmierstoffprämien des Fahrdienstpersonals auf Dampflokomotiven. Dazu gehörten auch die Nebeneinkünfte der Förster und Forstbeamten.
Werden die Einkünfte nur gelegentlich ausgezahlt, sprach man von „Akzidenzien“ (auch als „Accidenzien“ bezeichnet, von lateinisch accidens „zufällig“). Ein typisches Beispiel heutiger Accidenzien sind die Stolgebühren.